# Het Staatse
Het Staatse is een buurt van IJsselstein, in de Nederlandse provincie Utrecht. De wijk heeft 2065 inwoners (2023).. 
De buurt grenst met de klok mee aan Groenvliet, Benschopperpoort en Het Podium, Het Hart en De Rivieren. De buurt maakt onderdeel uit van de Vinex-locatie Zenderpark. 

## Geschiedenis
De buurt is, net als de rest van het Zenderpark, gelegen in de Polder Hooge Biezen. De polder had een voornamelijk agrarische bestemming met bijbehorende sporadische bebouwing. Vanaf de jaren 30 van de 20e eeuw zijn in het gebied diverse zenders met bijbehorende bebouwing geplaatst. Beheerder was Nozema. In de jaren 90 van de 20e eeuw werd het gebied aangewezen als Vinex-locatie, waarna de buurt vanaf het jaar 2000 bebouwd is met voornamelijk woningbouw. 

## Beschrijving van de buurt
De buurt bestaat uit twee te onderscheiden delen, een noordelijk en een zuidelijk deel. Beide delen worden van elkaar gescheiden door een groenstrook met diverse -voornamelijk speel- voorzieningen. 
In het zuidelijke gedeelte valt de bijzondere architectuur van een deel van de buurt op. Het betreffen woningen waarvan de gevels boven de begane grond geheel bedekt zijn met geglazuurde dakpannen in afwisselend een oranje, groene, blauwe of zwarte kleur. De straatnamen in het zuidelijke gedeelte zijn vernoemd naar voormalige Nederlandse premiers en andere staatslieden.  Aan de oostelijke rand bevindt zich een verzamelgebouw voor scholen in het basisonderwijs. 
In het noordelijke gedeelte valt vooral op dat een vijftal straten op (kunstmatige) eilanden zijn gesitueerd.  
Stad: IJsselstein      Buurtschappen: Achtersloot · Klaphek · Knollemanshoek (deels)

Woonwijken: Centrum · Noord · West · Zuid

Woonbuurten: Binnenstad · Nieuwpoort · Groenvliet · Kasteelkwartier · Europakwartier · Oranjekwartier · IJsselveld-Oost · IJsselveld-West · IJsseloevers · Hazenveld en Overwaard · Panoven · De Hoven en De Boomgaard · De Tuinen · Het Hart · De Wereldsteden · De Rivieren · Het Staatse · Benschopperpoort en Het Podium · Achterveld-Zuid · Achterveld-West · Achterveld-Noord · Achterveld-Oost · Eiterse Waard · Landelijk gebied Noord · Landelijk gebied Zuid

Overige buurten: Rijpickerwaard · Paardenveld · Over Oudland · Industrieterrein Lage Dijk · Bedrijventerrein De Corridor
Utrecht · Plaatsen in de provincie      Nederland · Provincies · Gemeenten